# 前367年
| 千纪： | 前1千纪 |
| 世纪： | 前5世纪 \| 前4世纪 \| 前3世纪 |
| 年代： | 前390年代 \| 前380年代 \| 前370年代 \| 前360年代 \| 前350年代 \| 前340年代 \| 前330年代                                                                                       |
| 年份： | 前372年 \| 前371年 \| 前370年 \| 前369年 \| 前368年 \| 前367年 \| 前366年 \| 前365年 \| 前364年 \| 前363年 \| 前362年                                                         |
| 纪年： | 周顯王二年 魯共公十六年 田齊桓公八年 晉孝公二十二年 趙成侯八年 魏惠王三年 韓共侯七年 秦獻公十八年 楚宣王三年 宋剔成君三年 衛聲公六年 燕後桓公六年 越王無余六年 中山桓公十四年 |

## 大事记
- 羅馬共和國李奇尼亞·塞克斯提亞法（lex Licinia Sextia）規定每年必須有一位執政官由平民擔任。
- 西周國因公子根的叛乱，在東部的鞏國舊地自立，赵成侯遂「与韩分周为两」，周于是分裂为东周、西周國两个小国。

## 出生
- 托勒密一世，埃及国王，托勒密王朝的创建者